# دستگاه عصبی پاراسمپاتیک
دستگاه عصبی پادآسیمیک یا دستگاه عصبی پاراسمپاتیک (به انگلیسی: parasympathetic nervous system یا PSNS) یکی از سه بخش دستگاه عصبی خودگردان می‌باشد که رشته‌های عصبی پاراسمپاتیک در بخش پاراسمپاتیک، همانند بخش سمپاتیک، جسم سلولی نورون پیش‌گانگلیونی در شاخ پهلویی نخاع قرار گرفته و آکسون (انتقال‌دهندۀ پیام عصبی به بیرون) آن به نام رشتۀ پیش‌گانگلیونی وارد گانگلیون پاراسمپاتیک (بیشتر در نزدیکی یا دیوارۀ اندام واکنشگر) شده و با نورون پس‌گانگلیونی همایه (محل نزدیک شدن رشته‌های عصبی) می‌دهد. آکسون نورون پس‌گانگلیونی در فاصلۀ کوتاهی پس از ترک گانگلیون به اندام واکنشگر می‌رسد.
بدین سان در رشته‌های عصبی پاراسمپاتیک برخلاف رشته‌های عصبی سمپاتیک رشته پیش‌گره‌ای بسیار بلند و رشته پس‌گره‌ای کوتاه می‌باشد. از آنجا که رشته‌های عصبی پاراسمپاتیک در ناحیه جمجمه‌ای-خاجی از نخاع بیرون می‌آیند، بخش جمجه‌ای-خاجی نامیده می‌شوند. در رشته‌های عصبی پاراسمپاتیک میانجی‌های عصبی تراوش‌شونده از رشته‌های پیش‌گانگلیونی و پس‌گانگلیونی، استیل کولین است و از این روی، رشته‌های عصبی پاراسمپاتیک را رشته‌های عصبی کولینرژیک نیز می‌نامند.
گیرنده‌های کولینرژیک در نورون پس‌گانگلیونی، اغلب، نیکوتینی و در اندام هدف، اغلب، موسکارینی هستند. استیل کولین پس از رها شدن به سیناپس به‌وسیله استیل کولین استراز تخریب می‌شود تا تحریک، پیوسته نباشد.